# 30720 Fernandezlajus
30720 Fernandezlajus este o planetă minoră (asteroid) din centura de asteroizi. A fost descoperită pe 9 aprilie 1969 la Observatorio Félix Aguilar⁠(d) de Carlos Ulrrico Cesco⁠(d). 
Obiectul prezintă o orbită caracterizată de o semiaxă mare de 3,184645 UAi, o excentricitate de 0,09, o înclinație de 10,28569 ° în raport cu ecliptica.